# Le Pin (Deux-Sèvres)
Le Pin è un comune francese di 1 044 abitanti situato nel dipartimento delle Deux-Sèvres nella regione della Nuova Aquitania.

## Società

### Evoluzione demografica
Abitanti censiti